# Ivan Erslan
Ivan Erslan (ur. 15 listopada 1991 w Zadarze) – chorwacki zawodnik mieszanych sztuk walki (MMA). Były zawodnik polskiej federacji KSW, w której był dwukrotnie pretendentem do pasa mistrzowskiego w wadze półciężkiej. Aktualny zawodnik amerykańskiej federacji UFC.

## Kariera MMA

### Wczesna kariera
Zawodowy debiut w formule MMA odnotował 2 maja 2015 roku, kiedy to pokonał przez techniczny nokaut w pierwszej rundzie Mateo Piščka. Do czasu związania się z KSW zgromadził niepokonany bilans 7-0, walcząc na regionalnych galach na terenie Chorwacji, Bośni i Hercegowiny i Słowenii. Na przełomie 2018 i 2019 roku stoczył dwie walki w Las Vegas dla organizacji Final Fight Championship.

### Początki w KSW i walki dla FNC
21 września 2019 ogłoszono, że podpisał kontrakt z Konfrontacją Sztuk Walki i zadebiutuje podczas gali KSW 51 w Zagrzebiu. Jego rywalem został Hiszpan, Darwin Rodriguez. Erslan z przytupem przywitał się z polską organizacją, technicznie nokautując rywala w pierwszej rundzie. Po walce został nagrodzony przez organizację pierwszym bonusem za najlepszy nokaut wieczoru.
Podczas FNC 3: Bakočević vs. Trušček, które odbyło się 31 lipca 2020 w stolicy Chorwacji pokonał przez TKO w pierwszej rundzie Serba, Jusufa Hajrovicia.
14 listopada 2020 otrzymał szansę walki o pas mistrzowski wagi półciężkiej, w której zmierzył się z panującym od ponad pięciu lat mistrzem tej dywizji, Tomaszem Narkunem. W drugiej rundzie Narkun skutecznie zapiął duszenie i zmusił Erslana do odklepania.
5 czerwca 2021 na gali KSW 61 stoczył walkę ze znanym od kończenia pojedynków przed czasem, Przemysławem Mysialą. Zwyciężył przez techniczny nokaut na minutę przed końcem pierwszej rundy.
W walce wieczoru gali FNC 4: Armagedon 2 Finals, która odbyła się 4 grudnia 2021 technicznie znokautował Brazylijczyka, Henrique da Silvę.

### Powrót do FNC i dalsze walki dla KSW
Oczekiwano, że na gali KSW 67, która odbyła się 26 lutego 2022 w warszawskiej hali Global EXPO podejmie niepokonanego Łotysza, Hasana Mieżyjewa. Kilka dni przed wydarzeniem ogłoszono, że Mieżyjew wypadł z walki, z powodu pozytywnego wyniku testu na COVID-19 i został zastąpiony przez Caio Bitencourta. W dniu ważenia Bitencourt miał problemy ze zdrowiem podczas cięcia wagi i nie został dopuszczony do walki.
Na gali KSW 70 w łódzkiej Atlas Arenie 28 maja 2022 podjął Rafała Kijańczuka. Erslan już w pierwszej rundzie znokautował rywala mocnymi uderzeniami. Po gali został nagrodzony drugim bonusem za najlepszy nokaut wieczoru.
W głównej walce wieczoru gali KSW 75, 14 października 2022 otrzymał ponowną szansę walki o pas mistrzowski wagi półciężkiej i miał zmierzyć się z aktualnym mistrzem, Ibragimem Czużygajewem. Niespełna dwa tygodnie przed wydarzeniem ogłoszono, że odwołano tę walkę, ze względu na brak możliwości przyjazdu Czużygajewa do Polski, wynikający z powodu sankcji związanych z Rosją - zmiany przepisów wjazdu do strefy Schengen. Mimo starań organizacji nie znaleziono zastępczego zawodnika dla Erslana. Walka została zaproponowana wszystkim zawodnikom z rankingu KSW, ale nikt jej nie zaakceptował. Starcie zostało przełożone na galę XTB KSW 77: Khalidov vs. Pudzianowski, która odbyło się 17 grudnia w Arenie Gliwice. Po pięciu rundach pojedynku przegrał jednogłośną decyzją sędziów (49-46; 49-45; 48-47). Starcie nagrodzono bonusem za najlepszą walkę wieczoru.
Następną walkę stoczył 28 maja 2023 podczas chorwackiej gal FNC 11. Rywalem Erslana był Brazylijczyk Dirlei Broenstrup, który zastąpił kontuzjowanego rodaka Edersona Cristiana Macedo. Erslan w pierwszej odsłonie zdemolował reprezentanta Brazylii ciosami w parterze. 
14 października 2023 w Czechach podczas KSW 87: Stošić vs. Martínek zmierzył się w debiutującym w organizacji Rafałem Haratykiem. Przegrał przez TKO już w pierwszej rundzie po tym, jak został trafiony przez Polaka ciosem sierpowym, a następnie kolejnymi uderzeniami, które zakończyły ten pojedynek. 
24 lutego 2024 na wydarzeniu XTB KSW Epic: Khalidov vs. Adamek zawalczył z byłym pretendentem do pasa KSW, Bohdanem Hnidko. Erslan znokautował Ukraińca ciosem sierpowym w niecałą minutę. Dwa dni po gali organizacja nagrodziła go kolejnym bonusem w kategorii nokaut wieczoru. 

### UFC
17 lipca 2024 podpisał kontrakt z najlepszą organizacją MMA na świecie – Ultimate Fighting Championship. Dla amerykańskiej promocji zadebiutował 28 września tego samego roku podczas gali UFC Fight Night: Moicano vs. Saint Denis w Paryżu. Jego rywalem został Mołdawianin, Ion Cuțelaba. Uległ rywalowi niejednogłośnie na kartach punktowych (29-28, 2 x 29-28).
W drugiej walce w UFC na gali UFC 315, która odbyła się 10 maja 2025 w kanadyjskim Montrealu, zawalczył z niepokonanym Navajo Stirlingiem. Ponownie przegrał przez decyzję sędziowską, tym razem jednogłośną (29-28 29-28, 29-27).

## Osiągnięcia

### Mieszane sztuki walki
- Konfrontacja Sztuk Walki
  - Bonus za nokaut wieczoru (trzy razy) vs. Darwin Rodriguez (2019)[11], Rafał Kijańczuk (2022)[23], Bohdan Hnidko (2024)[36]
  - Bonus za walkę wieczoru (raz) vs. Ibragim Czużygajew (2022)[28]

## Lista zawodowych walk MMA
| Wynik     | Bilans   | Przeciwnik (bilans przed walką) | Rozstrzygnięcie                                   | Runda | Czas | Rozgrywki                                           | Data       | Miejsce      | Uwagi |
| --------- | -------- | ------------------------------- | ------------------------------------------------- | ----- | ---- | --------------------------------------------------- | ---------- | ------------ | --- |
| Przegrana | 14-5 (1) | Navajo Stirling (6-0)           | Decyzja (jednogłośna)                             | 3     | 5:00 | UFC 315                                             | 10.05.2025 | Montreal     | |
| Przegrana | 14-4 (1) | Ion Cuțelaba (17-10-1. 1 NC)    | Decyzja (niejednogłośna)                          | 3     | 5:00 | UFC Fight Night: Moicano vs. Saint Denis            | 28.09.2024 | Paryż        | Debiut w UFC. |
| Wygrana   | 14-3 (1) | Bohdan Hnidko (10-1)            | KO (lewy sierpowy)                                | 1     | 0:54 | XTB KSW Epic: Khalidov vs. Adamek                   | 24.02.2024 | Gliwice      | Bonus za nokaut wieczoru. |
| Przegrana | 13-3 (1) | Rafał Haratyk (16-5-2)          | TKO (prawy sierpowy i ciosy pięściami w parterze) | 1     | 4:21 | KSW 87: Stošić vs. Martínek                         | 14.10.2023 | Trzyniec     | |
| Wygrana   | 13-2 (1) | Dirlei Broenstrup (17-10)       | TKO (ciosy pięściami w parterze)                  | 1     | 1:57 | FNC 11                                              | 28.05.2023 | Zagrzeb      | Limit umowny -100 kg. Main Event |
| Przegrana | 12-2 (1) | Ibragim Czużygajew (16-5)       | Decyzja (jednogłośna)                             | 5     | 5:00 | XTB KSW 77: Khalidov vs. Pudzianowski               | 17.12.2022 | Gliwice      | Pojedynek o pas mistrzowski KSW w wadze półciężkiej. Bonus za walkę wieczoru. |
| Wygrana   | 12-1 (1) | Rafał Kijańczuk (11-4)          | TKO (ciosy pięściami)                             | 1     | 3:13 | KSW 70: Pudzian vs. Materla                         | 28.05.2022 | Łódź         | Bonus za nokaut wieczoru. |
| Wygrana   | 11-1 (1) | Henrique da Silva (16-7)        | TKO (ciosy pięściami)                             | 1     | 3:20 | FNC 4: Armagedon 2 Finals                           | 04.12.2021 | Osijek       | Main Event |
| Wygrana   | 10-1 (1) | Przemysław Mysiala (24-10-1)    | TKO (ciosy pięściami w parterze)                  | 1     | 4:02 | KSW 61: To Fight or Not To Fight                    | 05.06.2021 | Gdańsk/Sopot | |
| Przegrana | 9-1 (1)  | Tomasz Narkun (17-3)            | Poddanie (duszenie zza pleców)                    | 2     | 0:51 | KSW 56: Polska vs. Chorwacja                        | 14.11.2020 | Łódź         | Pojedynek o pas międzynarodowego mistrza KSW w wadze półciężkiej. Co-Main Event                                                                                                   |
| Wygrana   | 9-0 (1)  | Jusuf Hajrović (14-11-1)        | TKO (ciosy pięściami)                             | 1     | 3:38 | FNC 3: Bakočević vs. Trušček                        | 31.07.2020 | Zagrzeb      | |
| Wygrana   | 8-0 (1)  | Darwin Rodriguez (9-4)          | TKO (ciosy pięściami w parterze)                  | 1     | 1:29 | KSW 51: Croatia                                     | 09.11.2019 | Zagrzeb      | Debiut w KSW. Bonus za nokaut wieczoru. |
| Wygrana   | 7-0 (1)  | Roger Carroll (18-17)           | TKO (ciosy pięściami)                             | 1     | 1:37 | Final Fight Championship 37: Martinez vs. Santiago  | 30.05.2019 | Las Vegas    | |
| Nieodbyta | 6-0 (1)  | Branko Busick (2-1)             | No contest (zmiana werdyktu)                      | 2     | 4:41 | Final Fight Championship 32: Graves vs. Seumanutafa | 19.10.2018 | Las Vegas    | Początkowo walkę zwyciężył Busick, technicznie nokautując Erslana w drugiej rundzie, jednak po wykryciu narkotyków w organizmie Amerykanina pojedynek został uznany za nieodbyty. |
| Wygrana   | 6-0      | Vlatko Pecalj (0-2)             | Poddanie (duszenie trójkątne rękoma)              | 1     | 0:20 | Noc Gladijatora: Karlovac 2018                      | 12.05.2018 | Karlovac     | |
| Wygrana   | 5-0      | Toni Markulev (10-1)            | Decyzja (jednogłośna)                             | 3     | 5:00 | Athletic Fighting Championship 1                    | 17.02.2018 | Zlatibor     | |
| Wygrana   | 4-0      | Ivica Tadijanov (4-2)           | Decyzja (niejednogłośna)                          | 3     | 5:00 | Final Fight Championship 29                         | 22.04.2017 | Lublana      | |
| Wygrana   | 3-0      | Muhamad Mahmić (0-8)            | TKO (ciosy pięściami)                             | 1     | 0:23 | Munja Fighting Championship                         | 21.01.2017 | Zagreb       | |
| Wygrana   | 2-0      | Vlado Neferanović (2-3)         | Decyzja (jednogłośna)                             | 2     | 5:00 | Nokaut Fighting Championship 8                      | 20.02.2016 | Dubrava      | Main Event |
| Wygrana   | 1-0      | Mateo Pišček (1-0)              | TKO (ciosy pięściami)                             | 1     | 2:30 | Nokaut Fighting Championship 5                      | 02.05.2015 | Prelog       | Debiut w wadze półciężkiej. |